# Solubilidad

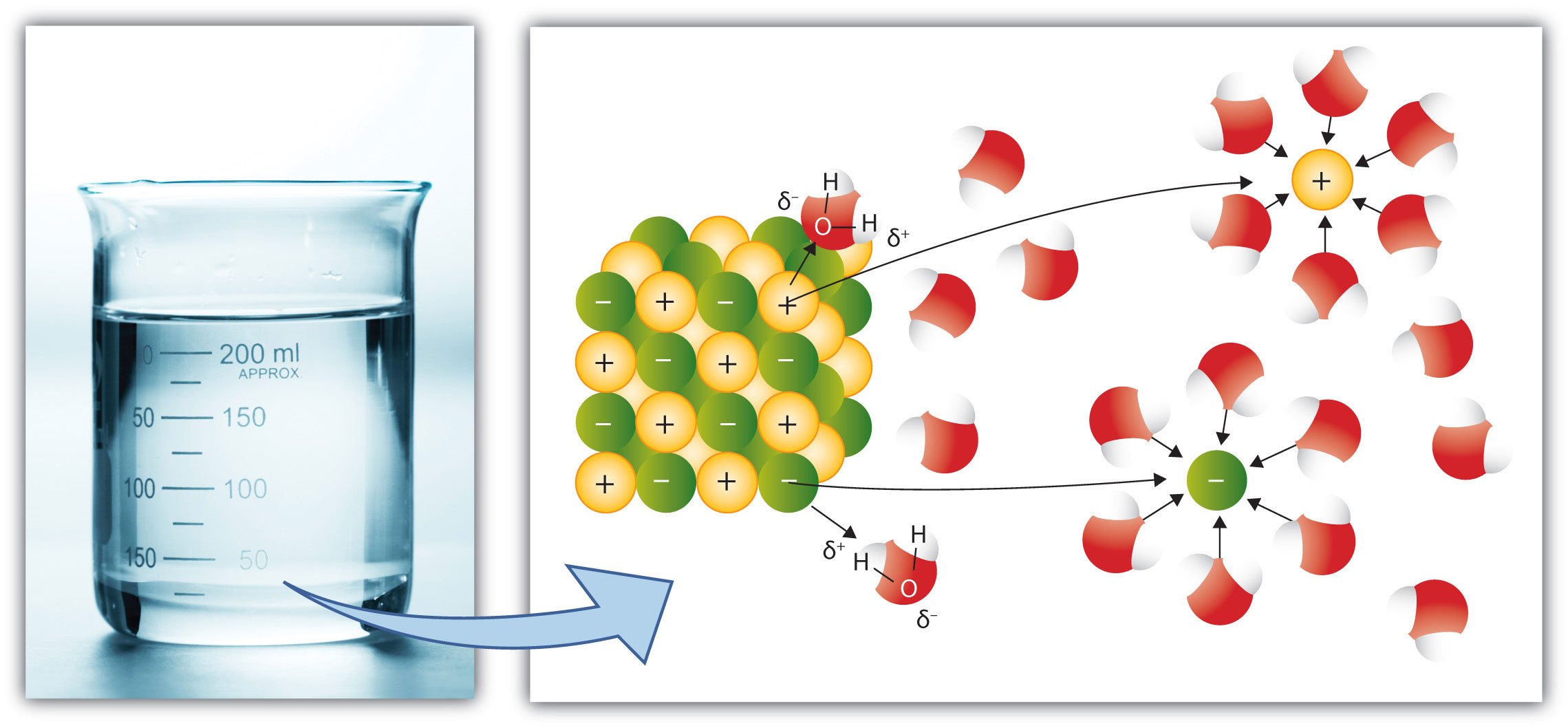
Solubilización por solvatación. Las moléculas de agua rodean a los iones del cristal, forzando la rotura de la red cristalina, pasando los iones a formar parte del disolvente.

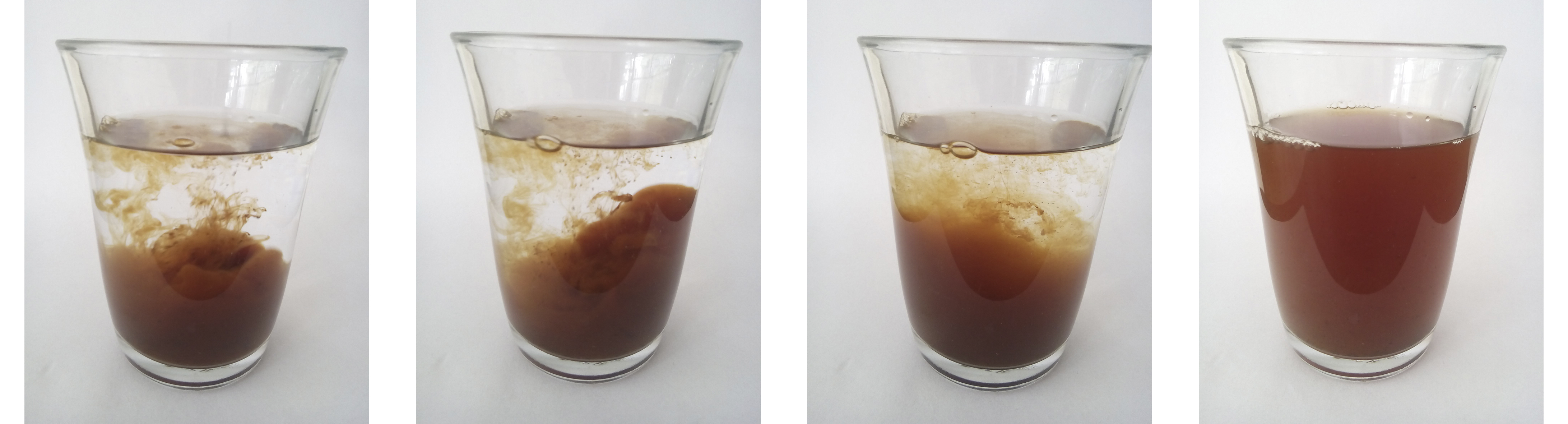
Disolución de caroteno hidrosoluble (soluto, marrón) en agua (disolvente).

La solubilidad es la capacidad de una sustancia, denominada soluto, de disolverse en otra llamada disolvente. También hace referencia a la masa de soluto que se puede disolver en determinada masa de disolvente, en ciertas condiciones de temperatura, e incluso presión (en caso de un soluto gaseoso). Si en una disolución no se puede disolver más soluto se dice que la disolución está saturada. Bajo ciertas condiciones la solubilidad  puede sobrepasar ese máximo y pasa a denominarse como «sobresaturada». Por el contrario, si la disolución admite aún más soluto, se dice que se encuentra insaturada.

## Conceptos, naturaleza y tipo de disoluciones
No todas las sustancias se disuelven en un mismo disolvente. Por ejemplo, en el agua, se disuelve el alcohol y la sal, en tanto que el aceite y la gasolina no se disuelven en agua. En la solubilidad, el carácter polar o apolar de la sustancia influye mucho, ya que, debido a este carácter, la sustancia soluble; por ejemplo, los compuestos con más de un grupo funcional presentan gran polaridad por lo que no son solubles en éter etílico. Los compuestos poco reactivos, como las parafinas, compuestos aromáticos y los derivados halogenados tienen menor solubilidad.
El término «solubilidad» se utiliza tanto para designar al fenómeno cualitativo del proceso de disolución como para expresar cuantitativamente la concentración de las disoluciones. La solubilidad de una sustancia depende de la naturaleza del disolvente y del soluto, así como de la temperatura y la presión del sistema.
El soluto puede ser un sólido, un líquido o un gas, mientras que el disolvente suele ser sólido o líquido.  Ambos pueden ser sustancias puras o disoluciones. Los gases son siempre miscibles en otros gases y en todas las proporciones, excepto en situaciones muy extremas, y un sólido o un líquido sólo puede «disolverse» en un gas pasando primero al estado gaseoso. 
La solubilidad depende principalmente de la composición del soluto y del disolvente (incluyendo su pH y la presencia de otras sustancias disueltas), así como de la temperatura y la presión.  Esta dependencia puede explicarse a menudo en términos de interacciones entre las partículas (átomo, molécula o ion) de las dos sustancias, y de conceptos de termodinámica como entalpía y entropía.
En determinadas condiciones, la concentración del soluto puede superar su límite de solubilidad habitual. El resultado es una disolución sobresaturada, que es metastable y excluirá rápidamente el exceso de soluto si aparece un sitio de nucleación adecuado.
El concepto de solubilidad no se aplica cuando hay una reacción química irreversible entre las dos sustancias, como la reacción del hidróxido de calcio con el ácido clorhídrico; aunque se podría decir, informalmente, que una «disolvió» a la otra. La solubilidad tampoco es lo mismo que la velocidad de disolución, que es la rapidez con la que un soluto sólido se disuelve en un disolvente líquido. Esta propiedad depende de muchas otras variables, como la forma física de las dos sustancias y la manera e intensidad de la mezcla.
El concepto y la medida de la solubilidad son extremadamente importantes en muchas ciencias además de la química, como la geología, la biología, la física y la oceanografía, así como en la ingeniería, la medicina, la agricultura e incluso en actividades no técnicas como la pintura, la limpieza, la cocina y la elaboración de cerveza.  La mayoría de las reacciones químicas de interés científico, industrial o práctico sólo se producen después de que los reactivos se hayan disuelto en un disolvente adecuado. El agua es, con mucho, el disolvente más común.
El vocablo «soluble» se utiliza a veces para materiales que pueden formar suspensiones coloidales de partículas sólidas muy finas en un líquido. Sin embargo, la solubilidad cuantitativa de dichas sustancias no suele estar bien definida.

## Factores que afectan la solubilidad
La solubilidad se define para fases específicas. Por ejemplo, la solubilidad de aragonito y calcita en el agua se espera que difieran, si bien ambos son polimorfos de carbonato de calcio y tienen la misma fórmula molecular.
La solubilidad de una sustancia en otra está determinada por el equilibrio de fuerzas intermoleculares entre el disolvente y el soluto, y la variación de entropía que acompaña a la solvatación. Factores como la temperatura y la presión influyen en este equilibrio, cambiando así la solubilidad.
La solubilidad también depende en gran medida de la presencia de otras sustancias disueltas en el disolvente como por ejemplo la existencia de complejos metálicos en los líquidos. La solubilidad dependerá también del exceso o defecto de algún ion común, con el soluto, en la disolución; tal fenómeno es conocido como el efecto del ion común. En menor medida, la solubilidad dependerá de la fuerza iónica de las disoluciones. Los dos últimos efectos mencionados pueden cuantificarse utilizando la ecuación de equilibrio de solubilidad.
Para un sólido que se disuelve en una reacción redox, la solubilidad se espera que dependa de las posibilidades (dentro del alcance de los potenciales en las que el sólido se mantiene la fase termodinámicamente estable). Por ejemplo, la solubilidad del oro en el agua a alta temperatura se observa que es casi de un orden de magnitud más alta cuando el potencial redox se controla mediante un tampón altamente oxidante redox Fe3O4-Fe2O3 que con un tampón moderadamente oxidante Ni-NiO.
La solubilidad (metaestable) también depende del tamaño físico del grano de cristal o más estrictamente hablando, de la superficie específica (o molar) del soluto. Para evaluar la cuantificación, se debe ver la ecuación en el artículo sobre el equilibrio de solubilidad. Para cristales altamente defectuosos en su estructura, la solubilidad puede aumentar con el aumento del grado de desorden. Ambos efectos se producen debido a la dependencia de la solubilidad constante frente a la denominada energía libre de Gibbs asociada con el cristal. Los dos últimos efectos, aunque a menudo difíciles de medir, son de relevante importancia en la práctica [cita requerida] pues proporcionan la fuerza motriz para determinar su grado de precipitación, ya que el tamaño de cristal crece de forma espontánea con el tiempo.

### Temperatura
La solubilidad de un soluto sólido en un determinado disolvente depende principalmente de la temperatura. La mayor parte de los sólidos son más solubles en un líquido a medida que aumenta la temperatura. Para muchos sólidos disueltos en el agua líquida, la solubilidad aumenta con la temperatura hasta 100 °C, aunque existen casos que presentan un comportamiento inverso. En la mayoría de los casos en el agua líquida a altas temperaturas la solubilidad de los solutos iónicos tiende a aumentar debido al cambio de las propiedades y la estructura del agua líquida, que reduce la constante dieléctrica de un disolvente menos polar. El gráfico muestra la curva de solubilidad de algunas sales sólidas inorgánicas típicas. Muchas sales se comportan como el nitrato de bario y el arseniato ácido disódico, y muestran un gran aumento de la solubilidad con la temperatura. Algunos solutos (por ejemplo, cloruro de sodio (NaCl) en agua) exhiben una solubilidad bastante independiente de la temperatura. Unos pocos, como el sulfato de cerio (III) y el carbonato de litio, se vuelven menos solubles en agua a medida que aumenta la temperatura. Esta dependencia de la temperatura se refiere a veces como «retrógrada» o «solubilidad inversa». En ocasiones, se observa un patrón más complejo, como con sulfato de sodio, donde el cristal decahidratado menos soluble pierde agua de cristalización a 32 °C para formar una fase anhidra menos soluble y con un patrón opuesto, en que a medida que aumenta la temperatura, la solubilidad del Na2SO4 disminuye. 
La solubilidad de los compuestos orgánicos casi siempre aumenta con la temperatura. La técnica de la recristalización, utilizado para la purificación de sólidos, depende de un soluto de diferentes solubilidades en un disolvente caliento y frío. Existen algunas excepciones, tales como determinadas ciclodextrinas.
Los solutos gaseosos en disolventes líquidos muestran un comportamiento más complejo con la temperatura. Al elevarse la temperatura, los gases generalmente se vuelven menos solubles en agua (el mínimo que está por debajo de 120 °C para la mayoría de gases), pero más solubles en disolventes orgánicos.
Respecto a solubilidad de líquidos en otros disolventes líquidos, la influencia de la temperatura en muy distinta de unos casos a otros, con situaciones en que la solubilidad aumenta con la temperatura y otras en que disminuye. Se pueden dar casos en que dos líquidos solo sean miscibles a bajas temperaturas, como la disolución de agua y nicotina que, por encima de 60 °C se separan en dos fases.

### Presión
La solubilidad de los gases varía no solo con la temperatura sino además con la presión ejercida sobre el mismo. De esta manera, la cantidad de un soluto gaseoso que puede disolverse en un determinado disolvente, aumenta al someterse a una presión parcial mayor (véase Ley de Henry).  A nivel industrial, esto se puede observar en el envasado de bebidas gaseosas por ejemplo, donde se aumenta la solubilidad del dióxido de carbono ejerciendo una presión de alrededor de 4 atm. 

## Cuantificación de la solubilidad
La solubilidad de un soluto específico en un disolvente específico se expresa generalmente como la concentración de una disolución saturada de los dos. Se puede utilizar cualquiera de las diversas formas de expresar la concentración de las disoluciones, como la masa, el volumen o el cantidad en moles del soluto para una masa, volumen o cantidad molar específica del disolvente o de la disolución.

### Por cantidad de disolvente
En particular, los manuales químicos suelen expresar la solubilidad como gramos de soluto por 100 mililitros de disolvente (g/(100 mL)), o como gramos de soluto por decilitro de disolvente (g/dL); o, menos comúnmente, como gramos de soluto por litro de disolvente (g/L).  La cantidad de disolvente puede expresarse en masa, como gramos de soluto por 100 gramos de disolvente (g/(100 g)), o como gramos de soluto por kilogramo de disolvente (g/kg). En este caso, el número puede expresarse como porcentaje, y puede utilizarse la abreviatura "p/p" para indicar "peso por peso". (Los valores en g/L y g/kg son similares para el agua, pero puede no ser el caso para otros disolventes).
Alternativamente, la solubilidad de un soluto puede expresarse en moles en lugar de en masa. Por ejemplo, si la cantidad de disolvente se da en kilogramos, el valor es la molalidad de la disolución (mol/kg).

### Por cantidad de disolución
La solubilidad de una sustancia en un líquido también puede expresarse como la cantidad de soluto por cantidad de «disolución», en lugar de por cantidad de disolvente. Por ejemplo, siguiendo la práctica común en valoración, puede expresarse como «moles de soluto por litro de disolución (mol/L)», la molaridad de esta última. 
En contextos más especializados, la solubilidad puede venir dada por la fracción molar (moles de soluto por moles totales de soluto más disolvente) o por la fracción másica en equilibrio (masa de soluto por masa de soluto más disolvente). Ambos son números entre 0 y 1 que pueden expresarse como porcentajes (%).

### Solutos líquidos y gaseosos
Para disoluciones de líquidos o gases en líquidos, las cantidades de ambas sustancias pueden expresarse en volumen en lugar de masa o cantidad molar; por ejemplo, litro de soluto por litro de disolvente, o litro de soluto por litro de disolución.  El valor puede expresarse en porcentaje, y puede utilizarse la abreviatura "v/v" de "volumen por volumen" para indicar esta opción.

### Conversión de los valores de solubilidad
La conversión entre estas distintas formas de medir la solubilidad puede no ser trivial, ya que puede requerir conocer la densidad de la disolución, que a menudo no se mide y no puede predecirse.  Mientras que la masa total se conserva por disolución, el volumen final puede ser diferente tanto del volumen del disolvente como de la suma de los dos volúmenes.
Además, muchos sólidos (como ácidos y sales) se disocian de formas no triviales cuando se disuelven; a la inversa, el disolvente puede formar complejo de coordinaciónes con las moléculas o iones del soluto.  En esos casos, la suma de los moles de moléculas de soluto y disolvente no es realmente el total de moles de partículas independientes disolución. Para evitar este problema, la solubilidad por mol de disolución suele calcularse y citarse como si el soluto no se disociara ni formara complejos, es decir, suponiendo que la cantidad molar de disolución es la suma de las cantidades molares de las dos sustancias.

## ¿Cómo se cuantifica la solubilidad?
Una forma muy común de encontrar los valores que describen cuantitativamente la solubilidad de un soluto  es encontrar  el máximo  número de gramos de soluto que pueden disolverse  en una cantidad dada de disolvente, teniendo esto en cuenta podemos expresar la solubilidad en moles por litro ( a esto se le conoce como solubilidad molar) solo si se sabe la masa molar de la sustancia. En el caso particular  de las sales iónicas que son solo ligeramente solubles, se suele cuantificar su solubilidad mediante el estudio del siguiente equilibrio:
{\displaystyle {\ce {MX(s) <=>M+(ac) + X-(ac)}}}
cuando en un equilibrio participa alguna sustancia sólida, la concentración de ésta no aparece en la expresión de la constante de equilibrio, ya que permanece constante. Esto ocurre con la concentración de MX, por lo que la expresión queda :  
{\displaystyle {\ce {K[MX] = Kps = [M+][X-]}}}
El producto de solubilidad de un compuesto iónico, es el producto de las concentraciones molares de los iones constituyentes, cada uno elevado a la potencia de su coeficiente estequiométrico en la ecuación de equilibrio.

## Disolución sólida
Esta locución se utiliza a menudo en el campo de la metalurgia para referirse al grado en que un elemento  aleado se disolverá en el  metal base sin formar una fase separada. El soluto o línea (o curva) de solubilidad es la línea (o líneas) de un diagrama de fases que indica los límites de adición de soluto. Es decir, las líneas muestran la cantidad máxima de un componente que se puede añadir a otro componente y seguir en disolución sólida.  En la estructura cristalina del sólido, el elemento "soluto" puede ocupar el lugar de la matriz dentro de la red (una posición sustitucional; por ejemplo, el cromo en el hierro) o bien ocupar un lugar en un espacio entre los puntos de la red (una posición intersticial; por ejemplo, el carbono en el hierro).
En la fabricación microelectrónica, la solubilidad sólida se refiere a la concentración máxima de impurezas que se pueden colocar en el sustrato.
En los compuestos sólidos (a diferencia de los elementos), la solubilidad de un elemento soluto también puede depender de las fases que se separan en equilibrio. Por ejemplo, la cantidad de Sn soluble en la fase ZnSb puede depender significativamente de si las fases que se separan en equilibrio son (Zn4Sb3+Sn(L)) o (ZnSnSb2+Sn(L)). Además de éstas, el compuesto ZnSb con Sn como soluto puede separarse en otras combinaciones de fases una vez alcanzado el límite de solubilidad dependiendo de la composición química inicial durante la síntesis. Cada combinación produce una solubilidad diferente del Sn en el ZnSb. De ahí que los estudios de solubilidad en compuestos, concluidos en el primer caso de observar fases secundarias que se separan podrían subestimar la solubilidad. Mientras que el número máximo de fases que se separan a la vez en el equilibrio puede determinarse mediante la regla de las fases de Gibb, para los compuestos químicos no existe un límite en sí para el número de tales combinaciones de separación de fases. Por lo tanto, establecer experimentalmente la «solubilidad máxima» en compuestos sólidos puede ser difícil, ya que requiere el equilibrio de muchas muestras. Si el defecto cristalográfico dominante (en su mayoría defectos puntuales intersticiales o sustitucionales) implicado en la disolución sólida puede intuirse químicamente de antemano, el uso de algunas pautas termodinámicas sencillas puede reducir considerablemente el número de muestras necesarias para establecer la solubilidad máxima.